# 石田法嗣
石田 法嗣（いしだ ほうし、1990年4月2日 - ）は、日本の俳優である。東京都出身。ヒラタオフィス所属。身長167cm、体重53kg。

## 略歴
2001年から劇団東俳（T-Project）に所属し芸能界デビューする。しかし、2006年末に退団し芸能活動を休止する。
海外留学を経て、2008年よりヒラタオフィスに所属し、芸能活動を再開する。

## 人物
- あどけない役が多かったが、2005年に放送された『終戦60年スペシャルドラマ「火垂るの墓－ほたるのはか－」』では精悍な青年である清太を演じた。
- 映画『恋しくて』でドラムを演奏したほか、ギターやベースの演奏もこなし、ジャズダンスも得意とする。

## 出演

### テレビドラマ
- はぐれ刑事純情派Part14（2001年4月4日 - 2002年1月3日、テレビ朝日） - 中野利一 役
- ナンバーワン（2001年12月27日、TBS）
- E.YAZAWA 成りあがり（2002年11月23日、フジテレビ・ゴールデンシアター） - 矢沢永吉（少年期） 役
- ドラマ30 ワンハート〜この空の下で〜（2003年1月27日 - 3月28日、CBC・TBS） - 大鷹蓮 役
- マルサ!!東京国税局査察部 第6話（2003年、関西テレビ） - 志濃沢翔也 役
- 爆竜戦隊アバレンジャー 第17話（2003年、テレビ朝日）
- 剣客商売スペシャル『助太刀』（2004年12月14日、フジテレビ） - 中島伊織 役
- エンジン（2005年4月18日 - 6月27日、フジテレビ） - 塩谷大輔 役
- DRAMA COMPLEX 終戦60年スペシャルドラマ「火垂るの墓－ほたるのはか－」（2005年11月1日、日本テレビ） - 主演・横川清太 役
- 連続テレビ小説・ゲゲゲの女房（2010年、NHK） - 横山信夫（青年期） 役
- 私が初めて創ったドラマ「僕と彼女と僕と蝿」（2010年、NHK） - 主演・僕 役
- 開拓者たち（2012年1月1日 - 1月22日、NHK BSプレミアム） - 王春岐 役
- 土曜ドラマスペシャル・実験刑事トトリ（2012年11月10日、NHK） - 古屋健斗 役
- 深夜食堂3 第2話（2014年10月27日、毎日放送・TBS） - 橋本ワタル 役
- いつかティファニーで朝食を (2015年10月 - 2016年3月、日本テレビ） - 米谷謙次 役
- とと姉ちゃん（2016年、NHK） - 松永亨 役
- 獄門島（2016年11月19日、NHK BSプレミアム） - 鬼頭千万太 役
- 荒神（2018年2月17日、NHK BSプレミアム） - 加介 役
- 世にも奇妙な物語 「幽霊社員」（2018年、フジテレビ） - 高宮裕介 役
- いだてん〜東京オリムピック噺〜（2019年、NHK大河ドラマ） - 西村克重 役
- サイレント・ヴォイス 行動心理捜査官・楯岡絵麻 Season2 最終話（2020年5月30日、BSテレ東） - 藤川純希 役
- 月曜プレミア8 ラストライン 刑事 岩倉剛（2020年6月29日、テレビ東京） - 松宮真治 役
- 龍虎の理（2021年5月28日、日本映画専門チャンネル）
- アイドル誕生 輝け昭和歌謡（2023年12月1日、NHK BSプレミアム4K / 2024年1月2日、NHK BS） - 河本明夫 役[1]

### 映画
- 陽はまた昇る（2002年6月15日、東映配給、佐々部清監督） - 主人公の次男 加賀谷勇次 役
- Returner　リターナー（2002年8月31日、東宝配給、山崎貴監督） - シーファン 役
- 半落ち（2004年1月10日、東映、佐々部清監督） - 梶俊哉 役
- バーバー吉野（2004年4月10日、ユーロスペース、荻上直子監督） - 坂上洋介 役
- カナリア（2005年3月12日、シネカノン、塩田明彦監督） - 主演・岩瀬光一 役
  - 第60回毎日映画コンクール・スポニチグランプリ新人賞受賞
- 戦国自衛隊1549（2005年6月11日、東宝、手塚昌明監督）
- トカゲ飛んだ?（2006年11月25日、スローラーナー配給、磯村一路監督） - 主演・民生 役
- 檸檬のころ（2007年3月31日、ゼアリズエンタープライズ配給、岩田ユキ監督） - 西巧 役
- 恋しくて（2007年4月14日、東京テアトル配給、中江裕司監督） - 主演・宮良セイリョウ 役
- 少年メリケンサック（2009年2月14日、東映配給、宮藤官九郎監督） - 若き日のヤング 役
- The Depths（2010年7月28日、濱口竜介監督） - 主演：リュウ 役
  - 東京藝術大学・韓国国立映画アカデミー共同製作作品
- 紙風船 -命を弄ぶ男二人-（2011年3月26日、東京芸術大学配給、眞田康平監督） - 村上要 役
- しんしんしん（2011年6月22日、眞田康平監督） - 主演・朋之 役
- けの汁（2012年7月28日、ニューシネマワークショップ配給、千村利光監督） - 若き修市 役
- 莫逆家族-バクギャクファミーリア-（2012年9月8日、東映配給、熊切和喜監督） - れん 役
- 竜宮、暁のきみ（2013年6月15日、Construct film works 配給、青木克齊監督） - 主演・浦浜太郎 役
- 不気味なものの肌に触れる（2014年3月1日、fictive配給、濱口竜介監督） - 直也 役
- 恋につきもの『豆腐の家』（2014年4月12日、東京芸術大学大学院映像研究科配給、五十嵐耕平監督） - 主演
- MARCHING 明日へ（2014年8月23日、MARCHING配給委員会配給、中田新一監督） - 秋山勝男 役
- 日本零年第一部／イリュミナシオン（2015年11月1日、ユーロスペースにてイベント上映、長谷川億名監督） - 倉田剛 役
- 相棒 -劇場版IV- 首都クライシス 人質は50万人! 特命係 最後の決断（2017年） - ジェイ（滝口淳） 役
- 生きる街（2018年3月3日、アークエンタテインメント配給、榊英雄監督） - 高橋真琴 役
- 友罪（2018年5月25日、ギャガ配給、瀬々敬久監督） - 山内正人 役
- 轢き逃げ 最高の最悪な日（2019年5月10日、東映配給、水谷豊監督） - 森田輝 役[2]
- 空母いぶき（2019年5月24日、キノフィルムズ配給、若松節朗監督） - 葛城政直 役[3]
- ファーストラヴ（2021年2月11日、KADOKAWA） - 小泉裕二 役
- るろうに剣心 最終章 The Beginning（2021年6月4日公開、監督・大友啓史）- 望月亀弥太 役

### CM
- 東京ディズニーシー 僕たちの1day卒業旅行
- 小田急電鉄 2人の時間篇

### ラジオドラマ
- 青春アドベンチャー 三匹のおっさん（2011年、NHK-FM） - 清田祐希 役

### 配信ドラマ
- 七夕の国（2024年7月4日 - 、ディズニープラススター） - 佐藤 役[4]